# 小湖遗址
小湖遗址，位于山东省临沂市苍山县南桥乡小胡村，是中华人民共和国山东省文物保护单位之一。
1992年6月12日，授予山东省文物保护单位，是一座古遗址。